# Лубек (Мэн)
Лубек (англ. Lubec) — небольшой (1400 жителей) город в США, на северо-востоке штата Мэн. Является самым восточным городом США. Изначально Лубек был частью городка Истпорт, стал независимым городом в 1811 году. Назван в честь города Любек, находящегося в Германии. Лубек развивался как коммерческий центр, курорт и место для рыбалки (сардины, лосось).
Quoddy Head State Park — самая восточная точка континентальной части Соединенных Штатов; здесь в 1808 году был возведён маяк, перестроенный в 1858-м.
Лубек соединен мостом с международным парком Рузвельта Кампобелло на острове Кампобелло (Канада), где у президента Франклина Рузвельта был свой летний дом.

## История
В результате шторма 4 января 2018 г. историческое здание в городе Лубек отнесло к берегу канадского острова Кампобелло (расстояние между американской и канадской территориями — несколько сотен метров). Оно наполовину затонуло, но американцы надеялись его спасти и вернуть на место. Здание относится к музейному комплексу и входит в Национальный реестр исторических мест.

## Население
Численность населения города была наивысшей в 1910-х и 1920-х годах, тогда она достигала около 3300 человек. С тех пор население постепенно, но неуклонно сокращается и сейчас составляет менее 1300 человек.
Население в 2016 году: 1 282 человека
Изменение численности населения с 2000 года: −17,7 %
Мужчины: 658 (48,4 %)
Женщины: 701 (51,6 %)
Средний возраст резидента: 54,0 года
Средний возраст в штате Мэн: 43,0 года
По состоянию на 2000 год средний доход домашних хозяйств в городе составлял 20 565 долларов США, а средний доход семьи — 26 098 долларов. Средний доход мужчин составил 25 170 долларов против 19 375 долларов у женщин. Доход на душу населения в городе составлял 13 081 долл. США. Около 20,3 % семей и 28,8 % населения находятся за чертой бедности, из них 49,6 % моложе 18 лет, а 20,6 % — в возрасте 65 лет и старше.